# Piatră

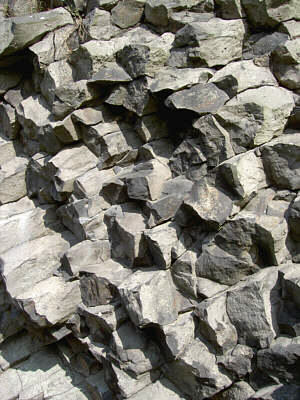
Bazalt

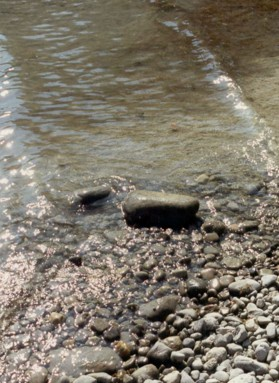
Pietre pe malul apei

Piatra este un material format dintr-un agregat natural de substanțe minerale.

## Clasificare
Pietrele (rocile) sunt clasificate în 3 categorii, după compoziția minerală a lor:
- sedimentare - formate la suprafața pământului sau în mări, prin acumularea de materiale și prin acțiunea unor agenți externi (precum vântul și apa).
- eruptive - formate prin solidificarea magmei ce rezultă prin procese vulcanice; exemple de roci eruptive: bazalt, granit, piroclaste etc.[1]
- metamorfice - formate prin recristalizarea altor pietre preexistente, sub acțiunea temperaturii și presiunii la adâncimi mari, în crusta terestră (exemplu: marmură).